# Sarangpur
Sarangpur é uma cidade e um município no distrito de Rajgarh, no estado indiano de Madhya Pradesh.

## Geografia
Sarangpur está localizada a 23° 34′ N, 76° 28′ L. Tem uma altitude média de 410 metros (1 345 pés).

## Demografia
Segundo o censo de 2001, Sarangpur tinha uma população de 32 295 habitantes. Os indivíduos do sexo masculino constituem 52% da população e os do sexo feminino 48%. Sarangpur tem uma taxa de literacia de 55%, inferior à média nacional de 59,5%: a literacia no sexo masculino é de 64% e no sexo feminino é de 45%. Em Sarangpur, 18% da população está abaixo dos 6 anos de idade.